# 索尼娛樂網絡
索尼娛樂網絡（Sony Entertainment Network，簡稱SEN）是索尼在全世界多個國家經營的數位媒體平台的曾用名。推出时由音樂播放服務「Music Unlimited」、影片点播服務「Video Unlmited」和PlayStation電子遊戲機的「PlayStation Network」服務所組成。2015年，索尼改以PlayStation Network为此网络媒体服务统称，「索尼娛樂網絡」之名不再使用。2018年9月，「索尼娱乐网络账户」更名为「索尼账户」。

## 服務內容

### Music Unlimited
Music Unlimited是能夠在多種設備上使用的網路音樂播放服務，採用固定收費制。這項服務是在2012年12月由英國和愛爾蘭開始，接著陸續在北美洲、歐洲各國和日本展開營運。
2015年，索尼宣布与Spotify合作推出新的音乐服务PlayStation Music，Music Unlimited于同年3月29日停止服务。

### Video Unlimited
Video Unlimited是提供在线影视的流媒体服務。2010年4月從美國開始，接著在同年11月於英國、法國、德國、義大利、西班牙等歐洲五國展開，2011年1月20日起也在日本提供這項服務。
2015年，该服务更名为PlayStation Video。

### PlayStation Network
PlayStation Network（簡稱PSN）是針對各種PlayStation電子遊戲機設備提供的線上服務。主要內容為遊戲軟體的數位販售、遊戲宣傳影片的下載等等。

### PlayMemories Online
PlayMemories Online是一種免費的相片、影片分享和儲存服務。在將相片和影片上傳後，可以透過各種支援的設備觀看，或與其他使用者分享。

## 支援的設備
索尼娛樂網絡的各種服務可在多種索尼或其他公司生產的設備上使用。
Music Unlimited
- PC（瀏覽器）
- Android（智慧型手機、平板電腦）
- iOS（iPhone、iPad、iPod touch）
- BRAVIA電視（僅限支援網路連結的機型）
- PlayStation Vita
- PlayStation 3

Video Unlimited
- BRAVIA（僅限支援網路連結的機型）
- Xperia（智慧型手機、平板電腦）
- Sony Tablet
- Windows PC（Media Go）
- PlayStation Vita（PlayStation Store）
- PlayStation 3 （PlayStation Store）
- PlayStation Portable（PlayStation Store）

PlayStation Network
- PlayStation Vita
- PlayStation 3
- PlayStation 4
- PlayStation Portable
- PlayStation Mobile
- Windows PC（Media Go），僅提供購買、下載內容後傳輸至上述設備的服務

PlayMemories Online
- PC（瀏覽器）
- Android（智慧型手機、平板電腦）
- iOS（iPhone、iPad、iPod touch）
- BRAVIA（僅限支援網路連結的機型）
- S-Frame（僅限支援網路連結的機型）
- PlayStation 3

## 資料來源
1. ↑  .   [2013-05-27]. （原始内容存档于2013-12-13）.
2. ↑  . Gematsu. 2015-01-28  [2019-02-28]. （原始内容存档于2021-01-15） （美国英语）.
3. ↑  . Sony Interactive Entertainment Inc. 2018-09-13  [2019-02-28]. （原始内容存档于2020-10-30）.

## 外部連結
- 官方网站